# Lokální multiplikátor
Lokální  multiplikátor je ekonomický ukazatel, který popisuje míru lokalizace místní ekonomiky (obce, regionu) a popisuje oběh financí ve vymezeném území.

## Použití
Multiplikátor je obecný ekonomický koncept, který definuje tok peněz ve vymezeném území. Pomocí lokálního multiplikátoru lze popsat příspěvek jakéhokoli ekonomického subjektu k oběhu financí v místní ekonomice.
Koncept multiplikátoru byl vytvořen v 18. století a zpopularizován ve 20. století britským ekonomem Johnem Maynardem Keynesem. Multiplikátor je využíván ke studiu národní ekonomiky, např. vlivu vládních výdajů. Londýnský think-tank New Economics Foundation multiplikátor upravil tak, aby se dal používat pro sledování role malé organizace, podniku nebo obce v místní ekonomice.

## Lokální multiplikátor 3 (LM3)
Lokální multiplikátor 3 zachycuje oběh peněz ve vymezeném území ve třech úrovních:
- úroveň 1:  výdaje (V1) zkoumaného subjektu (S1)
- úroveň 2:  výdaje zkoumaného subjektu, které jsou utraceny místně (V2), tj. dodavateli (S2), kteří sídlí ve vymezeném území
- úroveň 3:  výdaje dodavatelů S2, které jsou utraceny ve vymezeném území (V3).

Lokální multiplikátor 3 je pak dán vztahem:
{\displaystyle LM3={\frac {V1+V2+V3}{V1}}}
Rozsah hodnot ukazatele LM3 je  mezi 1 (žádný přínos) až 3 (všechny výdaje ve vymezeném území).